# Jean-Baptiste Maurice
Pour les articles homonymes, voir Maurice.
Jean-Baptiste Maurice est un homme politique français né le 8 décembre 1798 à Besançon (Doubs) et mort le 15 juin 1844 à Besançon.

## Biographie
Magistrat, il est président de chambre à la Cour d'Appel de Besançon. Conseiller général, il est député du Doubs de 1842 à 1844, siégeant dans la majorité.
Il était un spécialiste du droit des anciens états bourguignons.  Il correspondait avec le magistrat belge Alphonse-Joseph Delebecque, Avocat-général.

## Sources
- « Jean-Baptiste Maurice », dans Adolphe Robert et Gaston Cougny, Dictionnaire des parlementaires français, Edgar Bourloton, 1889-1891 [détail de l’édition]